# Hoogleest
Hoogleest, Hoge Leest ou Hoogeleest est un ancien hameau à la frontière de Laeken et Neder-Over-Heembeek. Ce hameau formait avec Neerleest aussi appelé Nederleest l'entité de Leest.
Dès 1346, les habitants de Leest jouissaient d'un Driessch, un terrain, pour lequel ils payaient un cens au duc de Brabant. Les familles de Koekelberg et Cattenbroek furent de grands propriétaires de biens dans ce hameau.
On trouvait à Hoogleest la ferme du Boterberg.
Au XIXe siècle, une grande partie du hameau fut exproprié et détruit pour permettre à Léopold II :
- d'accroitre son domaine;
- de déplacer l'avenue Van praet[4];
- de construire son tour du monde :  tour japonaise, pavillon chinois.

Le reste du territoire fut annexé par le hameau du Mutsaard qui commença à prendre son essor à ce moment-là. On trouve encore l'indication Hoogleest sur les plans Girault Gilbert des années 1960-70et sur les plans cadastraux actuels.
Actuellement, une rue de Neder-Over-Heembeek porte le nom de Hoogeleest (en néerlandais : Hogeleeststraat).